# Comuna Blandiana, Alba
Blandiana (în maghiară Maroskarna, în germană Stumpach, în bulgară Zheligrad) este o comună în județul Alba, Transilvania, România, formată din satele Acmariu, Blandiana (reședința), Ibru, Poieni și Răcătău.
Alcătuită din 5 sate și situată la poalele de SE ale Munților Metaliferi în culoarul drept al Mureșului, comuna se află la circa 15 kilometri de orașul Sebeș.

## Istoric
În comuna Blandiana există diferite vestigii arheologice din diferite epoci, datând din perioada de trecere de la Neolitic la Epoca bronzului și până în secolele XI-XII: un depozit din obiecte de bronz din Hallstattul târziu; ruinele unei așezări romane – mansio – în care s-au găsit inscripții; urmele unui templu închinat zeului Mithra; ștampile pe cărămizi, care dovedesc prezența soldaților romani din Legiunea a XIII-a Gemina; ceramică striată de tip balcano-dunărean din secolele IX-X etc.

## Lăcașuri de cult
- Biserica din lemn „Sf. Nicolae”, din anul 1768.

## Obiective memoriale
- Monumentul Eroilor Români din Primul Război Mondial. Monumentul comemorativ este amplasat în centrul localității Blandiana, fiind dezvelit în anul 1935, din inițiativa Societății Cultul Eroilor, pentru cinstirea celor căzuți în Primul Război Mondial. Crucea comemorativă are o înălțime de 2 m și este realizată din gresie cioplită, iar împrejmuirea este asigurată de un grilaj metalic. Pe frontispiciul monumentului se află o inscripție comemorativă.
- Monumentul Eroului. Monumentul comemorativ este amplasat în cimitirul ortodox și a fost dezvelit în anul 1945, în memoria eroului Irimie Ispas, din regimental 95 Infanterie, căzut în Al Doilea Război Mondial. Obeliscul are o înălțime de 1,25 m, fiind realizat din gresie cioplită. Pe fațada monumentului se află un înscris comemorativ.

## Obiective turistice
- Rezervația naturală Piatra Tomii
- Necropole și așezări în Blandiana în locurile numite: În vii, Lunca Popii - epoca daco-romană - evul mediu timpuriu.

## Varia
Ana Blandiana și-a ales pseudonimul de la numele acestei comune, localitatea natală a mamei poetei.

## Demografie
Componența etnică a comunei Blandiana
     Români (93,03%)
     Alte etnii (0,98%)
     Necunoscută (5,99%)
Componența confesională a comunei Blandiana
     Ortodocși (85,09%)
     Baptiști (3,42%)
     Martori ai lui Iehova (1,59%)
     Creștini după evanghelie (1,47%)
     Alte religii (1,59%)
     Necunoscută (6,85%)
Conform recensământului efectuat în 2021, populația comunei Blandiana se ridică la 818 locuitori, în scădere față de recensământul anterior din 2011, când fuseseră înregistrați 923 de locuitori. Majoritatea locuitorilor sunt români (93,03%), iar pentru 5,99% nu se cunoaște apartenența etnică. Din punct de vedere confesional, majoritatea locuitorilor sunt ortodocși (85,09%), cu minorități de baptiști (3,42%), martori ai lui Iehova (1,59%) și creștini după evanghelie (1,47%), iar pentru 6,85% nu se cunoaște apartenența confesională.

## Politică și administrație
Comuna Blandiana este administrată de un primar și un consiliu local compus din 9 consilieri. Primarul, Nicolae Gherman[*], de la Uniunea Social-Liberală, este în funcție din 2000. Începând cu alegerile locale din 2024, consiliul local are următoarea componență pe partide politice:
|  | Partid                    | Consilieri | Componența Consiliului | Componența Consiliului | Componența Consiliului | Componența Consiliului | Componența Consiliului | Componența Consiliului |
|  | ------------------------- | ---------- | ---------------------- | ---------------------- | ---------------------- | ---------------------- | ---------------------- | ---------------------- |
|  | Partidul Național Liberal | 6          |                        |                        |                        |                        |                        |                        |
|  | Partidul Social Democrat  | 3          |                        |                        |                        |                        |                        |                        |

## Imagini

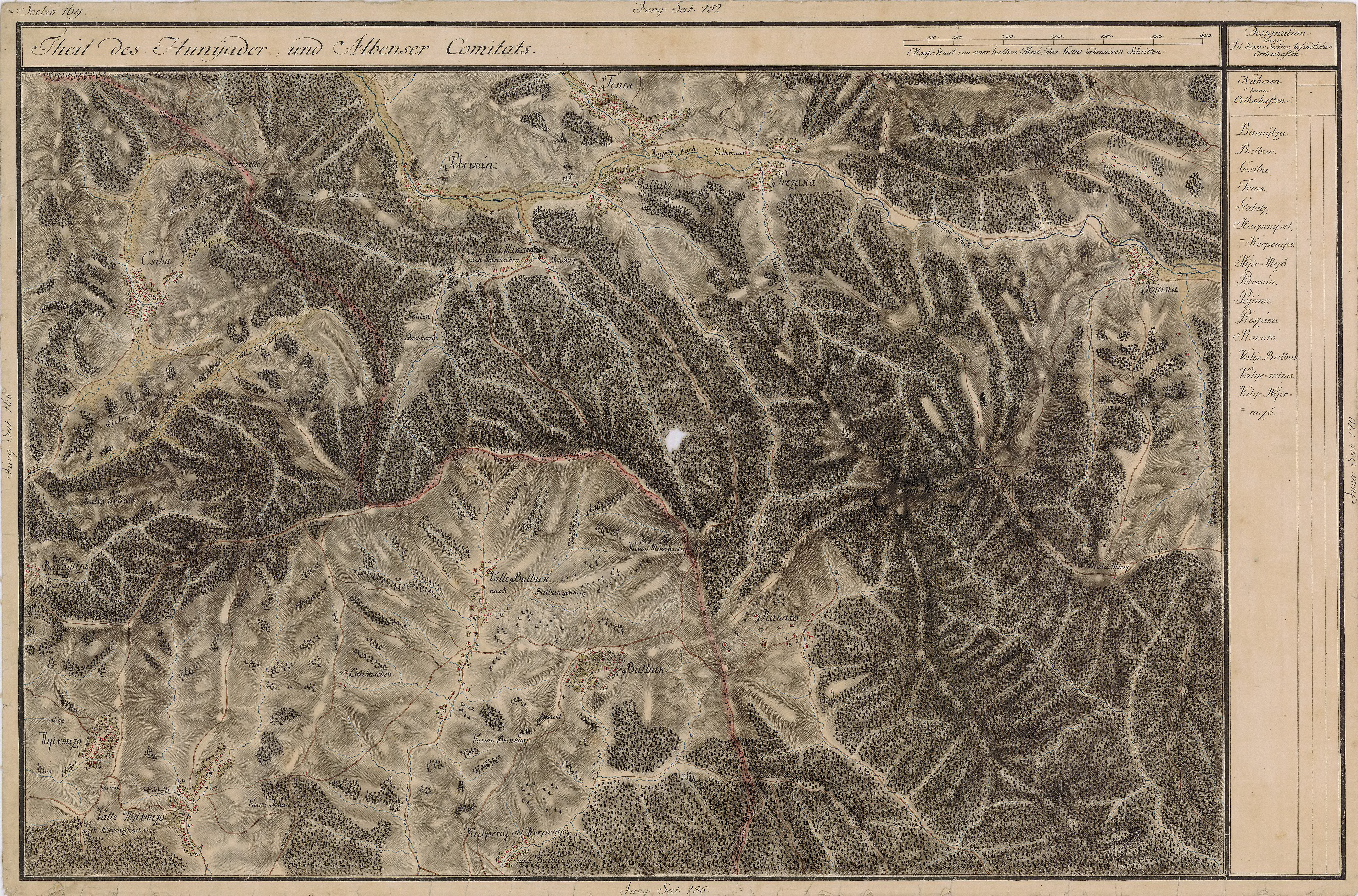
Blandiana în Harta Iosefină a Transilvaniei, 1769-1773
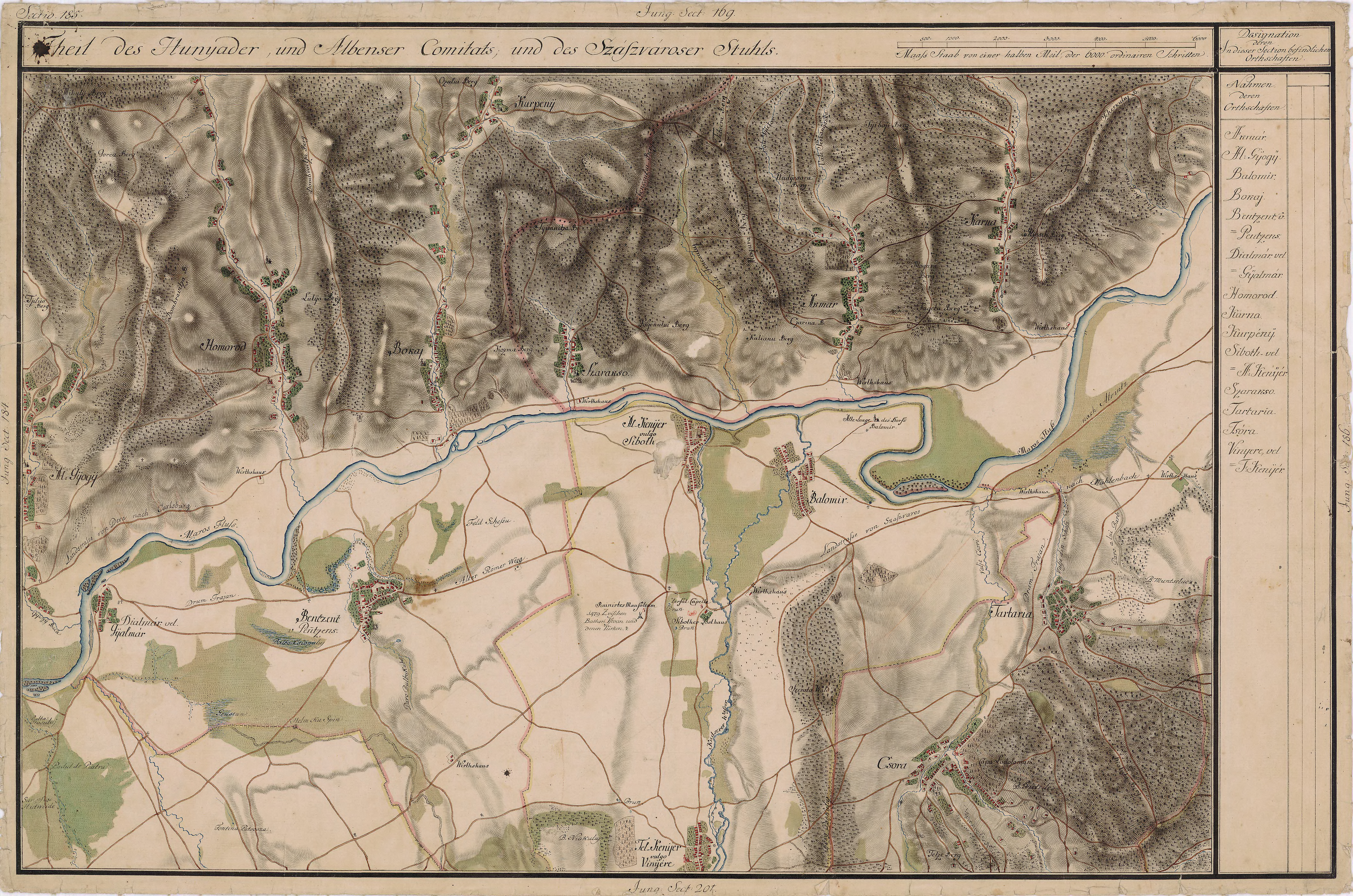
Blandiana în Harta Iosefină a Transilvaniei, 1769-1773
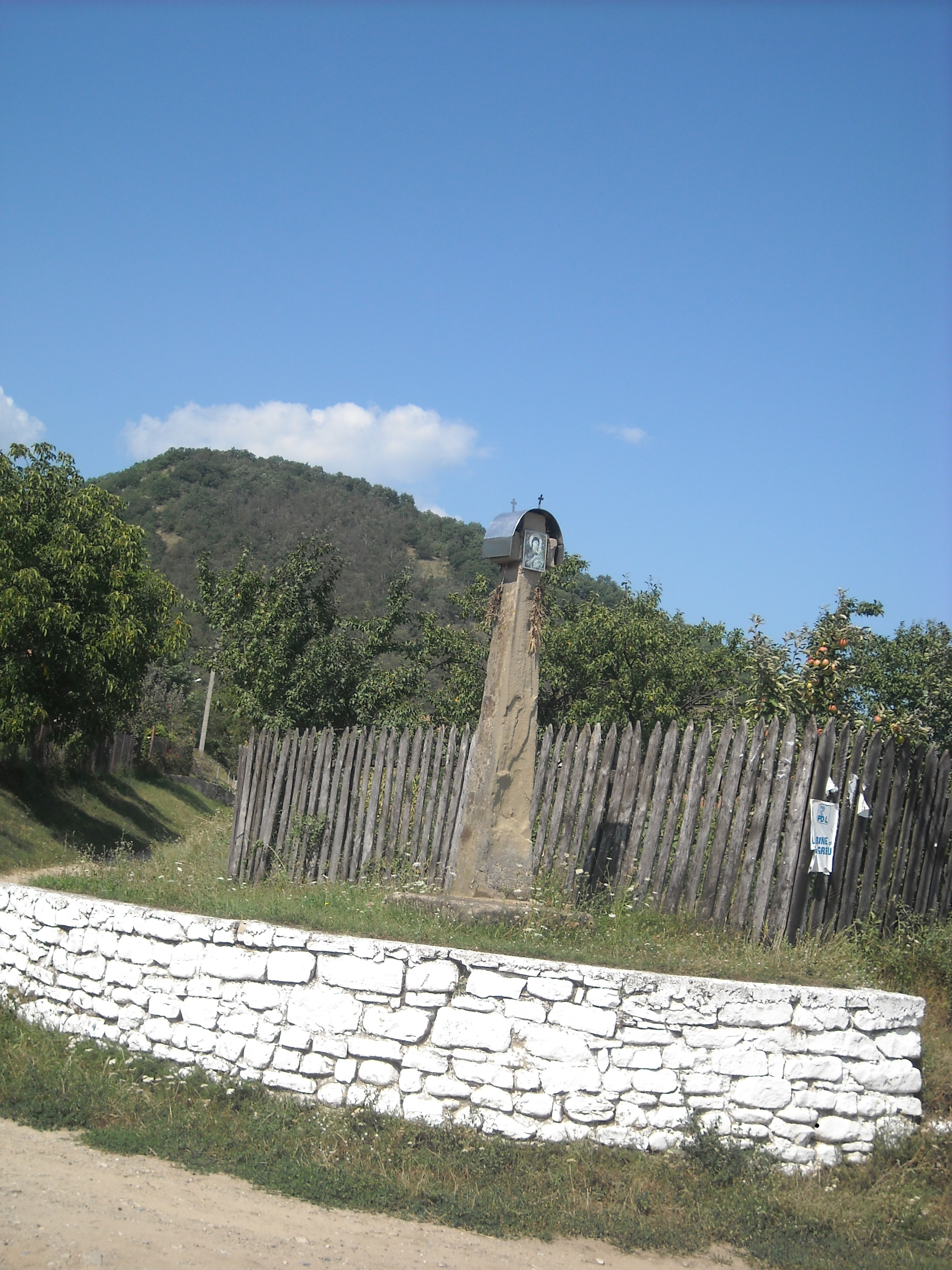
Cruce din piatră în Blandiana

## Transporturi
- Stație de cale ferată.
- DJ 107 A: Alba Iulia – Blandiana – Geoagiu